# Douglas Bader
Sir Douglas Robert Steuart Bader CBE, DSO & Bar, DFC & Bar (21. února 1910 – 5. září 1982) byl anglický válečný pilot, který proslul v době bitvy o Británii za druhé světové války, kdy byl též přezdívaný „stíhací eso RAF“. Bylo mu tehdy započteno 20 osobních sestřelů nepřátelského letounu, čtyři sestřely společné, šest pravděpodobných osobních sestřelů a jeden pravděpodobný společný sestřel. 11 nepřátelských strojů navíc poškodil. K jeho mimořádnému věhlasu ve Velké Británii – roku 2002 byl například zvolen 47. největším Britem historie – přispěl i mimořádný osobní příběh, neboť Bader přišel při havárii roku 1931 o obě nohy a jako první známý takto postižený vojenský pilot se vrátil k aktivní službě. Navíc, roku 1941 byl sestřelen nad Francií okupovanou Němci, byl zajat a poslán do zajateckého tábora na hradě Colditz. I přes své postižení se několikrát pokusil o útěk, vždy však neúspěšně. Tábor i s Baderem osvobodila až v dubnu 1945 americká armáda. O svém životě napsal knihu Reach for the Sky, která byla i zfilmována. Po válce pracoval v ropném průmyslu a věnoval se charitativní činnosti ve prospěch tělesně postižených.